# Мыслотино (Глусский район)
Мысло́тино (бел. Мыслоціна) — деревня в составе Хвастовичского сельсовета Глусского района Могилёвской области Республики Беларусь.

## Население
- 1999 год — 183 человека
- 2009 год — 100 человек

## Достопримечательность
Близ деревни на “Мыслочанской горе” установлен Памятник евреям – жертвам фашизма.